# Пфафенхофен на Илм (район)
Пфафенхофен на Илм (на немски: Landkreis Pfaffenhofen an der Ilm, Landkreis Pfaffenhofen a.d.Ilm) е окръг в Горна Бавария, Германия с административен център Пфафенхофен на Илм. Има 118 349 жители (към 31 декември 2012). Намира се на река Илм.